# Convenția de la Akkerman
Convenția de la Akkerman a fost un tratat semnat pe 7 octombrie 1826 de Imperiul Rus și Imperiul Otoman în orașul Cetatea Albă (denumit pe atunci de către turci Akkerman; astăzi în Ucraina). Imperiul Otoman s-a obligat să accepte ca domnitorii Moldovei și Țării Românești să fie aleși de „Sfatul boieresc” din fiecare principat pentru un mandat de șapte ani. Domnii aleși urmau să fie confirmați de cele două puteri semnatare. Armata otomană a trebuit să se retragă din ambele Principate Dunărene, unde staționau încă din 1821, ca răspuns la acțiunea Eteriei (parte a Războiului de independență al Greciei și a revoluției lui Tudor Vladimirescu). Otomanii au fost de asemenea de acord să cedeze muntenilor controlul asupra porturilor dunărene Giurgiu, Brăila și Turnu. De asemenea, convenția a recunoscut autonomia Principatului Serbiei. Serbia recâștiga controlul asupra unor teritorii pierdute în 1813. Sârbii au primit și dreptul la libertate a mișcării prin Imperiul Otoman. 
Repudierea acestei convenții de către sultanul Mahmud al II-lea a fost pretextul pentru declanșarea Războiului Ruso-Turc din 1828–1829.